# Wheatley (inslagkrater)
Wheatley is een inslagkrater op Venus. Wheatley werd in 1994 genoemd naar de Afro-Amerikaanse schrijfster Phillis Wheatley (1753-1784).
De krater heeft een diameter van 74,8 kilometer en bevindt zich in het noordoosten van het quadrangle Hecate Chasma (V-28), ten zuiden van twee kleinere inslagkraters, Montez en Baranamtarra.
De krater vertoont een radarhelder patroon van ejecta en een over het algemeen vlakke vloer met enkele ruwe verhoogde gebieden en breuken.